# Callixanthospila namaquaensis
Callixanthospila namaquaensis är en skalbaggsart som beskrevs av Karl Adlbauer 2001. Callixanthospila namaquaensis ingår i släktet Callixanthospila och familjen långhorningar. Inga underarter finns listade.